# Corona di Spagna

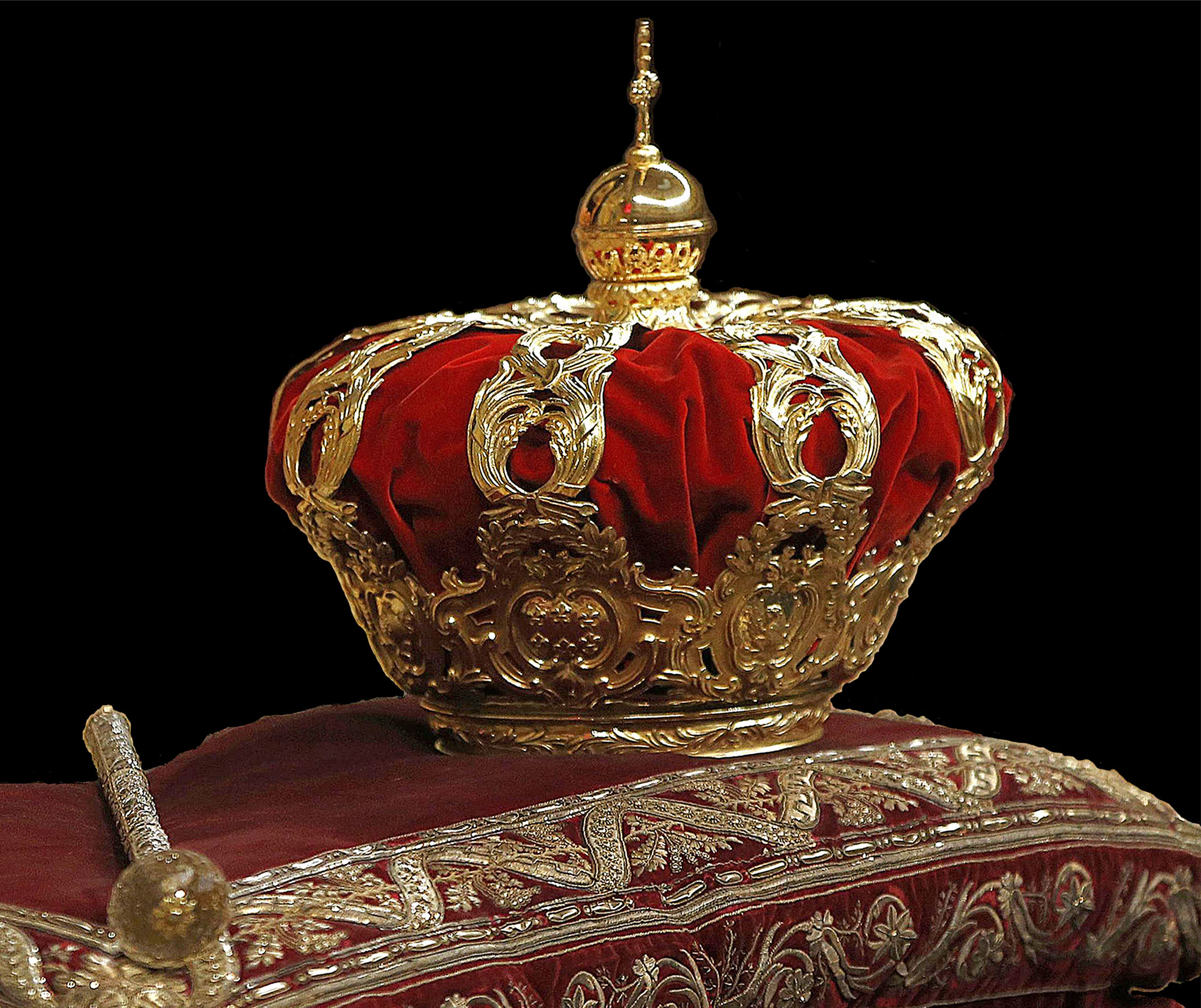
Foto della corona di Spagna

Corona da infante di Spagna detta anche "reale aperta" (real abierta)

La corona di Spagna, nota anche come corona di Alfonso di Spagna, è il simbolo della monarchia spagnola e viene utilizzata nelle cerimonie di insediamento del nuovo sovrano. L'ultimo re di Spagna ad essere materialmente incoronato fu Ferdinando I d'Aragona (27 novembre 1380 - 2 aprile 1416). Dopo di lui, nessun sovrano spagnolo ha indossato la corona, anche se essa è comunque stata presente alle loro cerimonie di inizio regno. Il re di Spagna attuale, Filippo VI, aveva la corona regale e lo scettro al suo fianco quando è stato proclamato re nel 2014. 

La versione araldica della corona di Spagna

## La corona reale aperta
Sino all'epoca di Ferdinando II d'Aragona e di Isabella di Castiglia, i sovrani dei regni spagnoli indossarono corone proprie che erano generalmente del genere di corona aperta.
La corona reale aperta fu utilizzata in Spagna come corona reale del regno unificato in alcuni casi a partire dal XVI secolo, ma generalmente essa venne abbandonata nel suo uso da Carlo V del Sacro Romano Impero, il quale, essendo anche imperatore del Sacro Romano Impero, preferiva utilizzare quella imperiale. Attualmente tale corona è araldicamente destinata all'infante di Spagna.

## La corona attuale
La corona attuale, in argento dorato, realizzata nel 1775 dall'argentiere reale Fernando Velasco in occasione del funerale della regina Elisabetta Farnese, dispone di sei archetti recanti gli emblemi del regno di Spagna ed ha un diametro di 400 mm. Pesa meno di un chilogrammo e, volendo prescindere dal suo valore storico, il suo valore materiale può essere stimato intorno ai 1 200 euro. Con l'istituzione della monarchia liberale dopo la morte di Ferdinando VII, venne istituita in Spagna per la prima volta la cerimonia di giuramento del nuovo sovrano davanti alla Costituzione e alle Cortes, le quali rappresentavano gli elementi chiave della sovranità nazionale. Fu in quel frangente che si rese necessario reperire una corona e uno scettro per simboleggiare la Corona davanti alle autorità statali presenti. Isabella II fu pertanto la prima a utilizzare questi gioielli al giuramento ufficiale alla sua proclamazione nel 1843.
La corona viene normalmente utilizzata per la cerimonia d'apertura del parlamento spagnolo ed è stata regolarmente utilizzata dal XVIII secolo sino alla conclusione del regno di Alfonso XIII e, in seguito, appunto per la proclamazione di re Juan Carlos. La corona non è visibile al pubblico. L'ultima volta che è stata utilizzata fu per la cerimonia di giuramento di re Filippo VI nel 2014. 
Nelle sue apparizioni pubbliche, la corona è sovente accompagnata da uno scettro, dono dell'imperatore Rodolfo II del Sacro Romano Impero a Filippo II di Spagna, di manifattura viennese del XVI secolo. Esso viene inventariato per la prima volta tra i gioielli della corona spagnola nel 1701 alla morte di Carlo II, ma non compare in alcun ritratto ufficiale dei sovrani spagnoli sino al XIX secolo. Esso misura 68 centimetri ed è ricoperto d'argento dorato con tracce di smalto e granati. È rifinito da una sfera di cristallo di rocca.
Si può dire, peraltro, che la corona araldica presente sopra lo stemma del regno di Spagna non esista in realtà, ma sia unicamente un'invenzione grafica adottata durante il regno di Juan Carlos I.
Durante il suo regno, la regina Isabella II di Spagna nel 1852 fece realizzare al suo gioielliere, Narciso Soria, una corona da regina in oro, topazi e diamanti provenienti dal Brasile che però poi decise di donare alla Vergine di Atocha per essere uscita illesa da un attentato. Tale oggetto è pertanto oggi noto col nome di Corona del Niño de la Virgen de Atocha.